# Zuid-Amerikaans kampioenschap voetbal onder 20 - 2007
Het Zuid-Amerikaans kampioenschap voetbal onder 20 van 2007 was de 23e editie van het Zuid-Amerikaans kampioenschap voetbal onder 20, een CONMEBOL-toernooi voor nationale ploegen van spelers onder de 20 jaar. Tien landen namen deel aan dit toernooi dat van 7 tot en met 28 januari 2007 in Paraguay werd gespeeld. Brazilië werd voor de 9e keer winnaar.
Dit toernooi dient tevens als kwalificatietoernooi voor het wereldkampioenschap voetbal onder 20 van 2007 en Voetbal op de Olympische Zomerspelen 2008. De 4 beste landen van dit toernooi plaatsen zich voor het wereldkampioenschap, dat zijn Brazilië, Argentinië, Uruguay en Chili. De twee beste landen (Brazilië en Argentinië) kwalificeerden zich voor de Olympische Spelen.

## Groepsfase

### Groep A
| Pos. | Land     | GW | W | G | V | DV | DT | +/− | Ptn. |
| ---- | -------- | -- | - | - | - | -- | -- | --- | ---- |
| 1    | Brazilië | 4  | 3 | 1 | 0 | 10 | 4  | +6  | 10   |
| 2    | Paraguay | 4  | 2 | 2 | 0 | 3  | 1  | +2  | 8    |
| 3    | Chili    | 4  | 2 | 0 | 2 | 10 | 7  | +3  | 6    |
| 4    | Bolivia  | 4  | 1 | 1 | 2 | 4  | 8  | –4  | 4    |
| 5    | Peru     | 4  | 0 | 0 | 4 | 4  | 11 | –7  | 0    |

|                      |                             |     |                      | |
| 7 januari 2007 19:50 | Brazilië                    | 4–2 | Chili                | Estadio Río Paraití, Pedro Juan Caballero Toeschouwers: 3.000 Scheidsrechter: Sergio Pezzotta (ARG) |
| 7 januari 2007 19:50 | Lima 46', 65' Pato 71', 76' |     | Isla 18' Sánchez 73' | Estadio Río Paraití, Pedro Juan Caballero Toeschouwers: 3.000 Scheidsrechter: Sergio Pezzotta (ARG) |

|                      |          |     |         |                                                                                                   |
| 7 januari 2007 22:00 | Paraguay | 0–0 | Bolivia | Estadio Río Paraití, Pedro Juan Caballero Toeschouwers: 3.000 Scheidsrechter: Albert Duarte (COL) |
| 7 januari 2007 22:00 |          |     |         | Estadio Río Paraití, Pedro Juan Caballero Toeschouwers: 3.000 Scheidsrechter: Albert Duarte (COL) |

|                      |       |            |          | |
| 9 januari 2007 19:50 | Chili | 0–1        | Paraguay | Estadio Río Paraití, Pedro Juan Caballero Toeschouwers: 3.000 Scheidsrechter: Roberto Silvera (URU) |
| 9 januari 2007 19:50 |       | Bogado 15' |          | Estadio Río Paraití, Pedro Juan Caballero Toeschouwers: 3.000 Scheidsrechter: Roberto Silvera (URU) |

|                      |             |     |               |                                                                                                 |
| 9 januari 2007 22:00 | Peru        | 1–2 | Brazilië      | Estadio Río Paraití, Pedro Juan Caballero Toeschouwers: 3.000 Scheidsrechter: Samuel Haro (ECU) |
| 9 januari 2007 22:00 | Ísmodes 33' |     | Lucas 9', 90' | Estadio Río Paraití, Pedro Juan Caballero Toeschouwers: 3.000 Scheidsrechter: Samuel Haro (ECU) |

|                       |         |                                       |       | |
| 11 januari 2007 19:50 | Bolivia | 0–4                                   | Chili | Estadio Río Paraití, Pedro Juan Caballero Toeschouwers: 3.000 Scheidsrechter: Manuel Andarcia (VEN) |
| 11 januari 2007 19:50 |         | Larrondo 15', 32' Vidangossy 40', 66' |       | Estadio Río Paraití, Pedro Juan Caballero Toeschouwers: 3.000 Scheidsrechter: Manuel Andarcia (VEN) |

|                       |      |                   |          | |
| 11 januari 2007 22:00 | Peru | 0–1               | Paraguay | Estadio Río Paraití, Pedro Juan Caballero Toeschouwers: 3.000 Scheidsrechter: Sergio Pezzotta (ARG) |
| 11 januari 2007 22:00 |      | Huerta 37' (e.d.) |          | Estadio Río Paraití, Pedro Juan Caballero Toeschouwers: 3.000 Scheidsrechter: Sergio Pezzotta (ARG) |

|                       |                                      |     |                               |                                                                                                   |
| 13 januari 2007 19:50 | Chili                                | 4–2 | Peru                          | Estadio Río Paraití, Pedro Juan Caballero Toeschouwers: 3.000 Scheidsrechter: Albert Duarte (COL) |
| 13 januari 2007 19:50 | Medina 9', 70' (pen.) Vidal 64', 79' |     | Elías 34' Larrondo 86' (e.d.) | Estadio Río Paraití, Pedro Juan Caballero Toeschouwers: 3.000 Scheidsrechter: Albert Duarte (COL) |

|                       |                                    |     |         |                                                                                                 |
| 13 januari 2007 22:00 | Brazilië                           | 3–0 | Bolivia | Estadio Río Paraití, Pedro Juan Caballero Toeschouwers: 3.000 Scheidsrechter: Samuel Haro (ECU) |
| 13 januari 2007 22:00 | Luiz Adriano 34' Tchô 70' Pato 86' |     |         | Estadio Río Paraití, Pedro Juan Caballero Toeschouwers: 3.000 Scheidsrechter: Samuel Haro (ECU) |

|                       |                                                     |     |              | |
| 15 januari 2007 19:50 | Bolivia                                             | 4–1 | Peru         | Estadio Río Paraití, Pedro Juan Caballero Toeschouwers: 3.000 Scheidsrechter: Manuel Andarcia (VEN) |
| 15 januari 2007 19:50 | Pinedo 34' Campos 75' (pen.), 76' (pen.) Fierro 78' |     | Quiñónez 18' | Estadio Río Paraití, Pedro Juan Caballero Toeschouwers: 3.000 Scheidsrechter: Manuel Andarcia (VEN) |

|                       |             |     |          | |
| 15 januari 2007 22:00 | Paraguay    | 1–1 | Brazilië | Estadio Río Paraití, Pedro Juan Caballero Toeschouwers: 3.000 Scheidsrechter: Roberto Silvera (URU) |
| 15 januari 2007 22:00 | Benítez 64' |     | Tchô 87' | Estadio Río Paraití, Pedro Juan Caballero Toeschouwers: 3.000 Scheidsrechter: Roberto Silvera (URU) |

### Groep B
| Pos. | Land       | GW | W | G | V | DV | DT | +/− | Ptn. |
| ---- | ---------- | -- | - | - | - | -- | -- | --- | ---- |
| 1    | Colombia   | 4  | 3 | 0 | 1 | 5  | 3  | +2  | 9    |
| 2    | Uruguay    | 4  | 2 | 1 | 1 | 6  | 5  | +1  | 7    |
| 3    | Argentinië | 4  | 1 | 2 | 1 | 11 | 6  | +5  | 5    |
| 4    | Ecuador    | 4  | 1 | 1 | 2 | 5  | 5  | 0   | 4    |
| 4    | Venezuela  | 4  | 1 | 0 | 3 | 3  | 11 | –8  | 3    |

|                      |         |           |           |                                                                                          |
| 8 januari 2007 19:50 | Uruguay | 0–1       | Venezuela | Estadio Antonio Oddone Sarubbi, Ciudad del Este Scheidsrechter: Víctor Hugo Rivera (PER) |
| 8 januari 2007 19:50 |         | Antón 10' |           | Estadio Antonio Oddone Sarubbi, Ciudad del Este Scheidsrechter: Víctor Hugo Rivera (PER) |

|                      |            |     |               |                                                                                      |
| 8 januari 2007 22:00 | Argentinië | 1–1 | Ecuador       | Estadio Antonio Oddone Sarubbi, Ciudad del Este Scheidsrechter: Ricardo Grance (PAR) |
| 8 januari 2007 22:00 | Abán 56'   |     | Rodríguez 73' | Estadio Antonio Oddone Sarubbi, Ciudad del Este Scheidsrechter: Ricardo Grance (PAR) |

|                       |                         |     |             |                                                                                     |
| 10 januari 2007 19:50 | Uruguay                 | 2–1 | Ecuador     | Estadio Antonio Oddone Sarubbi, Ciudad del Este Scheidsrechter: Enrique Osses (CHI) |
| 10 januari 2007 19:50 | Cavani 49' Figueroa 61' |     | Moreira 80' | Estadio Antonio Oddone Sarubbi, Ciudad del Este Scheidsrechter: Enrique Osses (CHI) |

|                       |            |     |                           |                                                                                        |
| 10 januari 2007 22:00 | Argentinië | 1–2 | Colombia                  | Estadio Antonio Oddone Sarubbi, Ciudad del Este Scheidsrechter: Leonardo Gac iba (BRA) |
| 10 januari 2007 22:00 | Fazio 10'  |     | Mosquera 71' Quintero 77' | Estadio Antonio Oddone Sarubbi, Ciudad del Este Scheidsrechter: Leonardo Gac iba (BRA) |

|                       |           |     |                                         |                                                                                   |
| 12 januari 2007 19:50 | Venezuela | 1–3 | Ecuador                                 | Estadio Antonio Oddone Sarubbi, Ciudad del Este Scheidsrechter: Iván Gamboa (BOL) |
| 12 januari 2007 19:50 | Antón 85' |     | Moreira 55' Arroyo 73' (pen.) Ayoví 84' | Estadio Antonio Oddone Sarubbi, Ciudad del Este Scheidsrechter: Iván Gamboa (BOL) |

|                       |            |     |          |                                                                                      |
| 12 januari 2007 22:00 | Uruguay    | 1–0 | Colombia | Estadio Antonio Oddone Sarubbi, Ciudad del Este Scheidsrechter: Ricardo Grance (PAR) |
| 12 januari 2007 22:00 | Cavani 54' |     |          | Estadio Antonio Oddone Sarubbi, Ciudad del Este Scheidsrechter: Ricardo Grance (PAR) |

|                       |          |     |         |                                                                                          |
| 14 januari 2007 19:50 | Colombia | 1–0 | Ecuador | Estadio Antonio Oddone Sarubbi, Ciudad del Este Scheidsrechter: Víctor Hugo Rivera (PER) |
| 14 januari 2007 19:50 | Pino 63' |     |         | Estadio Antonio Oddone Sarubbi, Ciudad del Este Scheidsrechter: Víctor Hugo Rivera (PER) |

|                       |                                                        |     |           |                                                                                     |
| 14 januari 2007 22:00 | Argentinië                                             | 6–0 | Venezuela | Estadio Antonio Oddone Sarubbi, Ciudad del Este Scheidsrechter: Enrique Osses (CHI) |
| 14 januari 2007 22:00 | Mouche 11', 27', 62' Moralez 43' Sosa 86' Di Santo 90' |     |           | Estadio Antonio Oddone Sarubbi, Ciudad del Este Scheidsrechter: Enrique Osses (CHI) |

|                       |                           |     |                |                                                                                   |
| 16 januari 2007 19:50 | Colombia                  | 2–1 | Venezuela      | Estadio Antonio Oddone Sarubbi, Ciudad del Este Scheidsrechter: Iván Gamboa (BOL) |
| 16 januari 2007 19:50 | Cárdenas 52' Palomino 61' |     | Piedrahita 27' | Estadio Antonio Oddone Sarubbi, Ciudad del Este Scheidsrechter: Iván Gamboa (BOL) |

|                       |                              |     |                                 |                                                                                       |
| 16 januari 2007 22:00 | Argentinië                   | 3–3 | Uruguay                         | Estadio Antonio Oddone Sarubbi, Ciudad del Este Scheidsrechter: Leonardo Gaciba (BRA) |
| 16 januari 2007 22:00 | Di María 27', 42' Sosa 45+1' |     | Cavani 6', 60' (pen.) Laens 77' | Estadio Antonio Oddone Sarubbi, Ciudad del Este Scheidsrechter: Leonardo Gaciba (BRA) |

## Finalegroep
| Pos. | Land       | GW | W | G | V | DV | DT | +/− | Ptn. |
| ---- | ---------- | -- | - | - | - | -- | -- | --- | ---- |
| 1    | Brazilië   | 5  | 3 | 2 | 0 | 10 | 5  | +5  | 11   |
| 2    | Argentinië | 5  | 2 | 3 | 0 | 4  | 2  | +2  | 9    |
| 3    | Uruguay    | 5  | 2 | 1 | 2 | 7  | 6  | +1  | 7    |
| 4    | Chili      | 5  | 1 | 3 | 1 | 10 | 6  | +4  | 6    |
| 5    | Paraguay   | 5  | 2 | 0 | 3 | 7  | 9  | –2  | 6    |
| 4    | Colombia   | 5  | 0 | 1 | 4 | 2  | 12 | –10 | 1    |

|                 |                   |     |                                             |                                                                              |
| 19 januari 2007 | Paraguay          | 1–3 | Uruguay                                     | Estadio Defensores del Chaco, Asuncion Scheidsrechter: Leonardo Gaciba (BRA) |
| 19 januari 2007 | Bogado 64' (pen.) |     | Kagelmacher 3' Vonder Putten 14' Cavani 26' | Estadio Defensores del Chaco, Asuncion Scheidsrechter: Leonardo Gaciba (BRA) |

|                 |          |                                                   |       |                                                                             |
| 19 januari 2007 | Colombia | 0–5                                               | Chili | Estadio Defensores del Chaco, Asuncion Scheidsrechter: Ricardo Grance (PAR) |
| 19 januari 2007 |          | Vidal 36' Medina 53', 60' Larrondo 72' Arenas 84' |       | Estadio Defensores del Chaco, Asuncion Scheidsrechter: Ricardo Grance (PAR) |

|                 |                            |     |                     |                                                                              |
| 19 januari 2007 | Brazilië                   | 2–2 | Argentinië          | Estadio Defensores del Chaco, Asuncion Scheidsrechter: Roberto Silvera (URU) |
| 19 januari 2007 | Luiz Adriano 28' Lucas 60' |     | Sosa 47' Cahais 58' | Estadio Defensores del Chaco, Asuncion Scheidsrechter: Roberto Silvera (URU) |

|                 |          |            |            |                                                                           |
| 21 januari 2007 | Paraguay | 0–1        | Argentinië | Estadio Feliciano Cáceres, Luque Scheidsrechter: Víctor Hugo Rivera (PER) |
| 21 januari 2007 |          | Cahais 33' |            | Estadio Feliciano Cáceres, Luque Scheidsrechter: Víctor Hugo Rivera (PER) |

|                 |                   |     |                  |                                                                       |
| 21 januari 2007 | Brazilië          | 2–2 | Chili            | Estadio Feliciano Cáceres, Luque Scheidsrechter: Alberte Duarte (COL) |
| 21 januari 2007 | Pato 69' Tchô 85' |     | Vidal 84', 90+4' | Estadio Feliciano Cáceres, Luque Scheidsrechter: Alberte Duarte (COL) |

|                 |          |                           |         |                                                                        |
| 21 januari 2007 | Colombia | 0–2                       | Uruguay | Estadio Feliciano Cáceres, Luque Scheidsrechter: Sergio Pezzotta (ARG) |
| 21 januari 2007 |          | Figueroa 56' Cavani 90+3' |         | Estadio Feliciano Cáceres, Luque Scheidsrechter: Sergio Pezzotta (ARG) |

|                 |            |     |       |                                                                             |
| 23 januari 2007 | Argentinië | 0–0 | Chili | Estadio Defensores del Chaco, Asuncion Scheidsrechter: Ricardo Grance (PAR) |
| 23 januari 2007 |            |     |       | Estadio Defensores del Chaco, Asuncion Scheidsrechter: Ricardo Grance (PAR) |

|                 |                       |     |                            |                                                                          |
| 23 januari 2007 | Colombia              | 2–3 | Paraguay                   | Estadio Defensores del Chaco, Asuncion Scheidsrechter: Samuel Haro (ECU) |
| 23 januari 2007 | Chalar 17' Pino 45+1' |     | Acuña 27', 73' Benítez 60' | Estadio Defensores del Chaco, Asuncion Scheidsrechter: Samuel Haro (ECU) |

|                 |                                   |     |            |                                                                              |
| 23 januari 2007 | Brazilië                          | 3–1 | Uruguay    | Estadio Defensores del Chaco, Asuncion Scheidsrechter: Sergio Pezzotta (ARG) |
| 23 januari 2007 | David Braz 15' Pato 32' Edgar 38' |     | Cavani 81' | Estadio Defensores del Chaco, Asuncion Scheidsrechter: Sergio Pezzotta (ARG) |

|                 |            |     |            |                                                                              |
| 25 januari 2007 | Chili      | 1–1 | Uruguay    | Estadio Defensores del Chaco, Asuncion Scheidsrechter: Leonardo Gaciba (BRA) |
| 25 januari 2007 | Medina 15' |     | Díaz 90+1' | Estadio Defensores del Chaco, Asuncion Scheidsrechter: Leonardo Gaciba (BRA) |

|                 |            |     |          |                                                                          |
| 25 januari 2007 | Argentinië | 0–0 | Colombia | Estadio Defensores del Chaco, Asuncion Scheidsrechter: Samuel Haro (ECU) |
| 25 januari 2007 |            |     |          | Estadio Defensores del Chaco, Asuncion Scheidsrechter: Samuel Haro (ECU) |

|                 |               |     |          |                                                                              |
| 25 januari 2007 | Brazilië      | 1–0 | Paraguay | Estadio Defensores del Chaco, Asuncion Scheidsrechter: Roberto Silvera (URU) |
| 25 januari 2007 | Danilinho 90' |     |          | Estadio Defensores del Chaco, Asuncion Scheidsrechter: Roberto Silvera (URU) |

|                 |                                         |     |                      |                                                                          |
| 28 januari 2007 | Paraguay                                | 3–2 | Chili                | Estadio Defensores del Chaco, Asuncion Scheidsrechter: Samuel Haro (ECU) |
| 28 januari 2007 | Bogado 47' (pen.) Acuña 55' Escobar 61' |     | Medina 19' Vidal 58' | Estadio Defensores del Chaco, Asuncion Scheidsrechter: Samuel Haro (ECU) |

|                 |              |     |         |                                                                             |
| 28 januari 2007 | Argentinië   | 1–0 | Uruguay | Estadio Defensores del Chaco, Asuncion Scheidsrechter: Ricardo Grance (PAR) |
| 28 januari 2007 | Acosta 90+2' |     |         | Estadio Defensores del Chaco, Asuncion Scheidsrechter: Ricardo Grance (PAR) |

|                 |                     |     |          |                                                                                 |
| 28 januari 2007 | Brazilië            | 2–0 | Colombia | Estadio Defensores del Chaco, Asuncion Scheidsrechter: Víctor Hugo Rivera (PER) |
| 28 januari 2007 | Lucas 25' Edgar 45' |     |          | Estadio Defensores del Chaco, Asuncion Scheidsrechter: Víctor Hugo Rivera (PER) |

1954 · 1958 · 1964 · 1967 · 1971 · 1974 · 1975 · 1977 · 1979 · 1981 · 1983 · 1985 · 1987 · 1988 · 1991 · 1992 · 1995 · 1997 · 1999 · 2001 · 2003 · 2005 · 2007 · 2009 · 2011 · 2013 · 2015 · 2017 · 2019 · 2023

Jeugdtoernooi CONMEBOL mannen: onder 17 · onder 15

Jeugdtoernooi CONMEBOL vrouwen: onder 20 · onder 17